# 今井恭子
今井 恭子（いまい きょうこ、1949年6月24日 - ）は、日本の児童文学者。日本児童文学者協会・日本文藝家協会会員。

## 来歴
東京都在住。
1949年（昭和24年）、広島県生まれ。上智大学外国語学部英語学科卒。
外資系企業に勤務するなか動物行動学に興味をもち、上智大学大学院で自然人類学の研究をまとめ理工学修士号を取得。
1984年からエッセイ、小説の執筆を始め、その後児童文学へ転向。1993年に第10回《小さな童話》大賞落合恵子賞を初受賞し、その後も多くの賞を受賞している。
詩人・女性史研究家の堀場清子は父方の従姉。

## 受賞歴
- 1993年 「鬼ばばの繰り言」第10回小さな童話大賞、落合恵子賞受賞
- 1995年 「雀の墓」第14回世田谷文学賞、随筆部門1席受賞
- 1996年 「黒い仔羊の記憶」第30回関西文学賞、随筆部門受賞
- 2000年 「引き継がれし者」 第21回らいらっく文学賞受賞
- 2001年 「アカシアの咲く頃」 第3回ミツバチの童話絵本コンクール、最優秀童話賞受賞
- 2003年「たぶん、わたしって、すごーくラッキー」 第12回「小川未明文学賞」大賞受賞
- 2004年 「里親、募集中!」 第7回盲導犬サーブ記念文学賞大 賞受賞
- 2006年 「十二の夏」 第10回海洋文学大賞、海の子ども文学賞部門 大賞受賞
- 2018年 「こんぴら狗」（くもん出版） 第67回小学館児童出版文化賞 受賞、第58回日本児童文学者協会賞 受賞、第65回産経児童出版文化賞・産経新聞社賞 受賞

## 著作
- 『麦を踏む女』（関西書院)  1994年 - 随筆集
- 「蛇 - 美しきもの」

『‘97随筆セレクション』（関西書院）に収録 1997年
- 『ミツバチ、ともだち』（ポプラ社） 2002年

原題：『アカシアの咲く頃』
- 『歩きだす夏』（学習研究社） 2004年

原題：『たぶん、わたしって、すごーくラッキー』
第51回青少年読書感想文全国コンクール 課題図書
- 『里親、募集中!』（中部盲導犬協会） 2005年
- 「犬の名前」

『話のびっくり箱『』（学習研究社）に掲載 2005年
- 『アンドロメダの犬』（毎日新聞社） 2006年
- 『前奏曲は、荒れもよう』（福音館書店） 2009年
- 「ぼくは、ラッキー・アイテム」（毎日小学生新聞連載） 2009年
- 「続、ぼくは、ラッキー・アイテム」（毎日小学生新聞連載） 2011年
- 『ぼくのプールサイド』（学習研究社） 2012年

第57回西日本新聞読書感想画コンクール 課題図書
- 『切り株ものがたり』（福音館書店） 2013年
- 『ブサ犬クーキーは幸運のお守り?』（文溪堂） 2014年

「ぼくは、ラッキー・アイテム」の単行本化
- 『丸天井の下のワーオ!』（くもん出版） 2015年

第60回西日本新聞読書感想画コンクール 課題図書
- 『こんぴら狗』（くもん出版） 2017年

第64回青少年読書感想文全国コンクール 課題図書
- 『ぼくのわがまま宣言!』（PHP研究所） 2018年
- 「富士野町のケンちゃん」

アンソロジー『さらに、物語は迷いこむ』(偕成社）に収録 2020年
- 『ギフト、ぼくの場合』（小学館） 2020年
- 「運命は変えられない？ 」

アンソロジー『真昼のキョーフ』(フレーベル館）に収録 2020年
- 『縄文の狼』（くもん出版） 2021年

第66回西日本新聞読書感想画コンクール 課題図書
- 『鬼ばばの島』（阿部結絵、小学館） 2021年
- 『彗星とさいごの竜』（小学館） 2023年
- 「キダマッチ先生!」 絵本シリーズ（岡本順絵、BL出版）

第1話 「先生 かんじゃに のまれる」 2017年
第2話 「先生 かんじゃを たべちゃった?!」 2018年
第3話 「先生 手紙を かく」 2018年
第4話 「先生 町へ いく」 2020年
第5話 「息子 ナマズに なる?!」 2020年
第6話 「先生 ヘソを 曲げる」 2021年
第7話 「先生 オコジョ病院へ いく」 2023年